# Zabití posvátného jelena
Zabití posvátného jelena (v anglickém originále The Killing of a Sacred Deer) je britsko-irský dramatický film z roku 2017. Režisérem filmu je Yorgos Lanthimos. Hlavní role ve filmu ztvárnili Colin Farrell, Nicole Kidman, Barry Keoghan, Raffey Cassidy a Sunny Suljic.

## Obsazení
| Colin Farrell      | Steven Murphy |
| Nicole Kidman      | Anna Murphy   |
| Barry Keoghan      | Martin Lang   |
| Raffey Cassidy     | Kim Murphy    |
| Sunny Suljic       | Bob Murphy    |
| Alicia Silverstone | paní Lang     |
| Bill Camp          | Matthew       |
| Barry G. Bernson   | Larry Banks   |